# Karat
Karat je mjerna jedinica za masu. Suvremena, metarska definicija karata prihvaćena je 1907. godine i prema njoj je jedan karat jednak 200 miligrama (0,2 g). 
Naziv dolazi od biljke rogač, naime u antičko doba sjemenke rogača služile su kao jedinica za mjeru vaganja zlata. Sjemenke rogača, bez obzira na veličinu i uvjete čuvanja, uvijek imaju jednaku masu od 0,18 grama - jedna sjemenka = 1 karat (zrno rogača, grč. = keration).. 
Karat se također koristi i kao oznaka čistoće zlata gdje je jedan karat jednak udjelu mase zlata od 1/24 ukupne mase.

## Vanjske poveznice
- Konverter mjernih jedinica  Arhivirana inačica izvorne stranice od 21. lipnja 2021. (Wayback Machine) konverter-jedinica.com